# Peter Autschbach

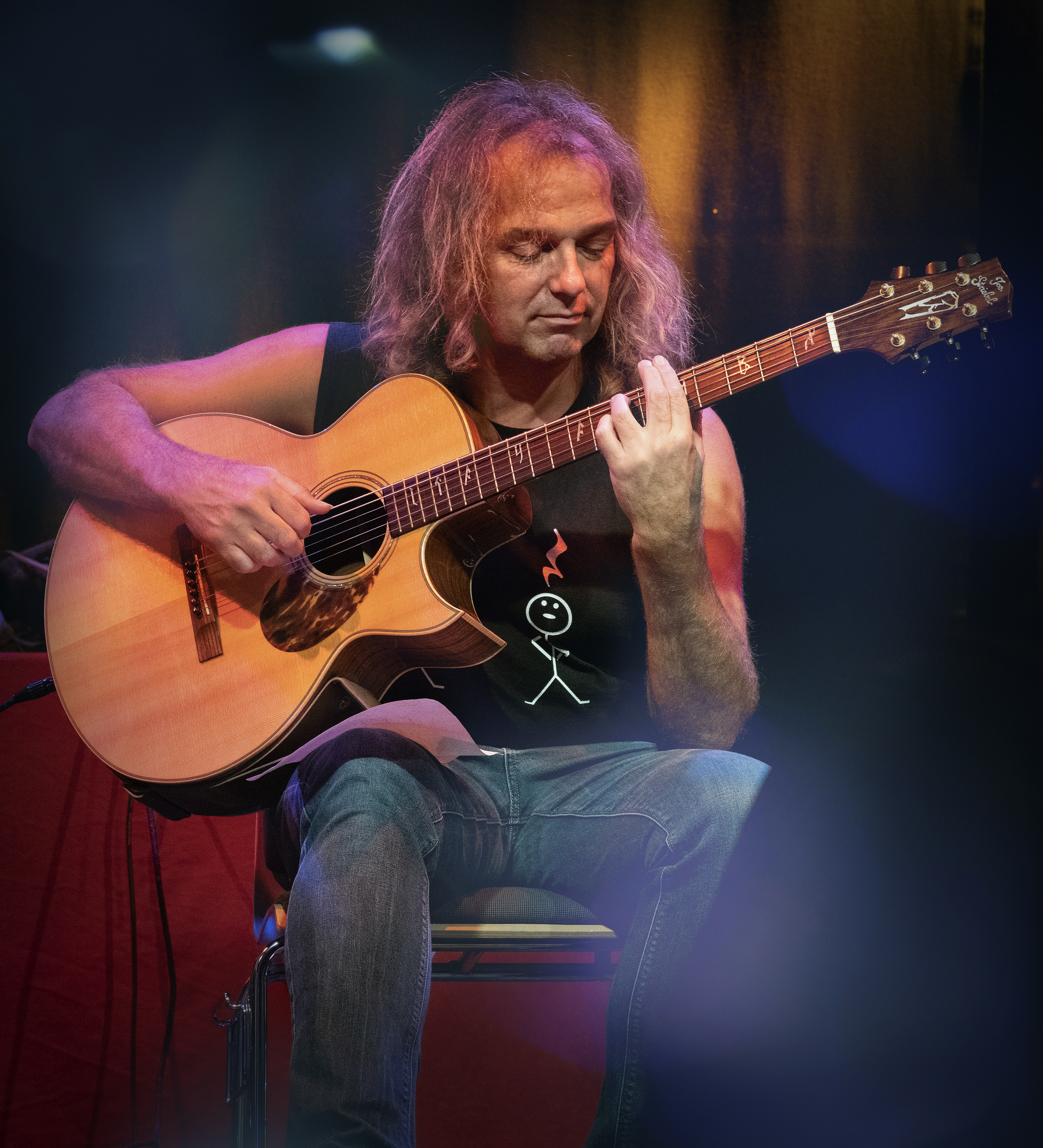
Arcképe

Peter Autschbach (Siegen, 1961. szeptember 19. – ) német dzsesszgitáros, zeneszerző és zenepedagógus.

## Életpályája

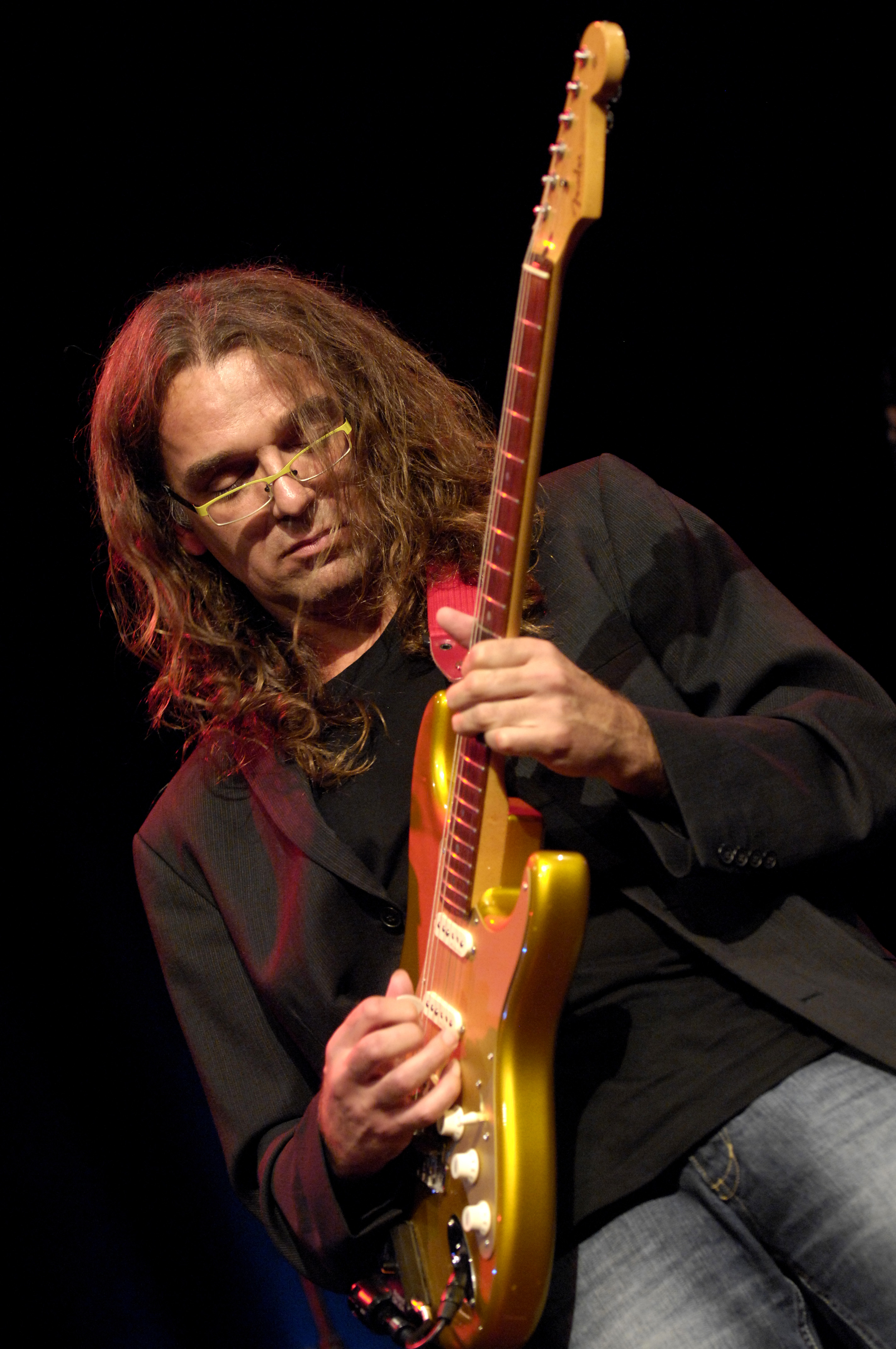
Peter Autschbach 2007-ben az "Open Strings" gitárfesztiválon Osnabrückben

Peter Autschbach  autodidaktaként tanult gitározni, majd 1988-1989-ben Joe Pass gitáros magántanulója volt. Felsőfokú dzsessztanulmányait a Kölni Zeneművészeti Egyetemen végezte 1990-ben, kitűnő eredménnyel. A The Who gitárosának, Pete Townshendnek a Tommy című rockoperájában 1995 és 2005 között gitárosként szerepelt mintegy 1000 előadáson. 2002-ben színész, gitáros és énekes volt a Beatles All You Need Is Love című műsorban. A Theater Dortmundban olyan musicalekben gitározott, mint a Cabaret (2002) és a West Side Story (2004). Később  a Queen We Will Rock You show-ban játszott Kölnben és Bécsben. 1998 óta Peter Autschbach formációja, a "Terminal A"  országos és nemzetközi szinten turnézik. Szóló fellépésein túl  – többek között – Barbara Dennerlein, Philip Catherine, Ramesh Shotham, Martin Kolbe, Dave Goodman, Jacques Stotzem és Ulli Bögershausen koncertezett vele. Autschbach 2009 óta játszik duóban Samira Saygili énekesnővel. 2010 óta   Ralf Illenberger gitárossal is együtt dolgozik. Azóta mindkét duó több száz koncertet adott. Peter Autschbach 2020-ban Joscho Stephan dzsesszgitárossal alapított duót. Online koncerteken mutatkoztak be, majd élő előadásokon szerepeltek. 
 2025 óta az Autschbach e-learning platformot működtet jazzgitár témában német és angol nyelven.

## Írásai

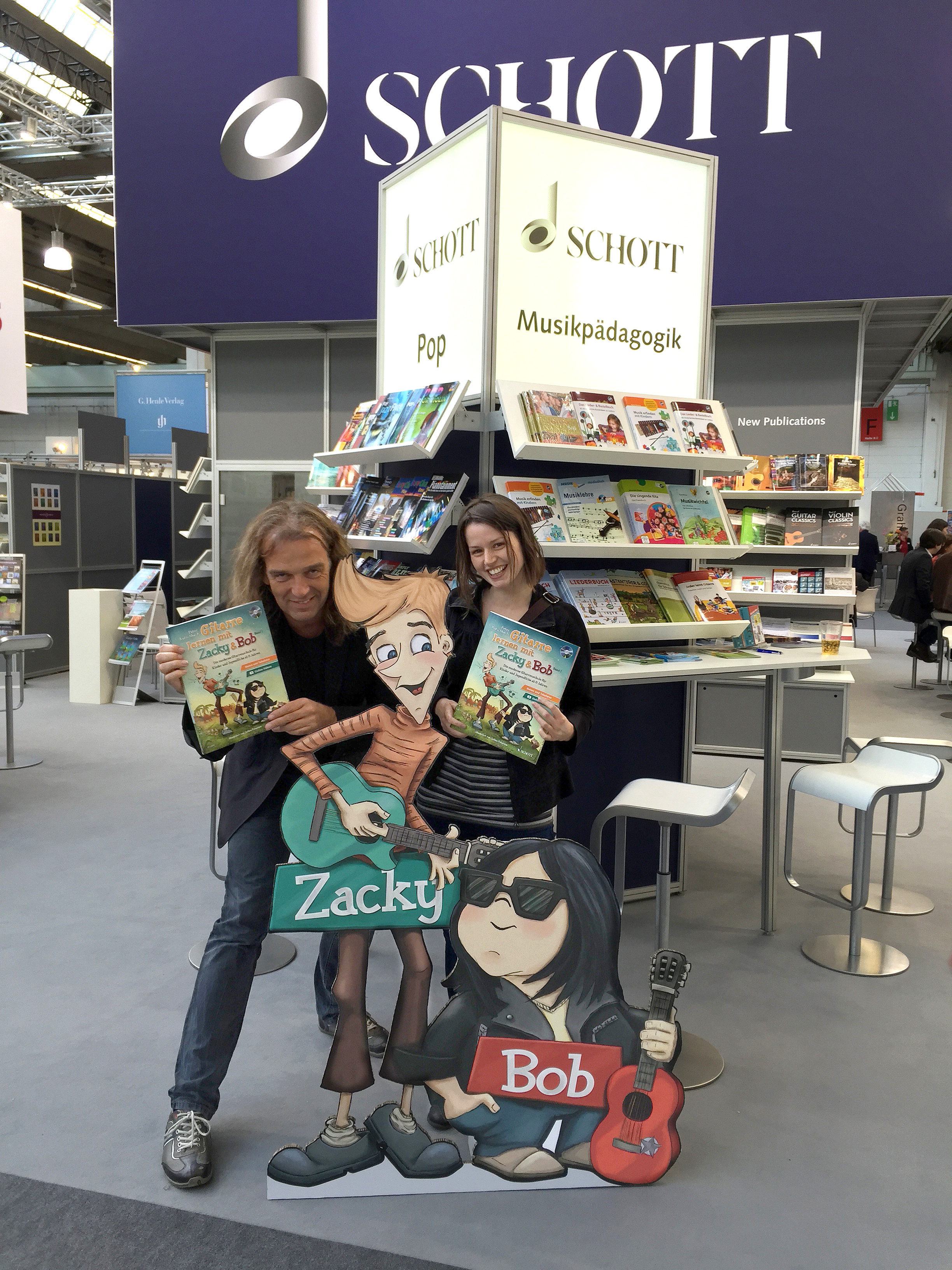
Peter Autschbach és Selina Peterson a 2016-os Musikmessén

- 2001 Gitarre Pur Band 1, stilübergreifendes Lehrmaterial, Noten, Tabulaturen und CD, Acoustic Music Books, Wilhelmshaven
- 2003 Gitarre Pur Band 2, stilübergreifendes Lehrmaterial, Noten, Tabulaturen und CD, Acoustic Music Books, Wilhelmshaven
- 2008 Let’s Rock. E-Gitarrenschule für Ein- und Umsteiger. Lehrbuch mit CD, Acoustic Music Books, Wilhelmshaven, ISBN 978-3-86947-090-0
- 2009 Improvisation Vol. 1, Blues-Rock und Akustikgitarren-Improvisation mit Hilfe der Pentatonik, Noten, Tabulaturen und DVD, Fingerprint
- 2009 Improvisation Vol. 2, Diatonische Skalen für anonyme Pentatoniker, Noten, Tabulaturen und DVD, Fingerprint, Osnabrück
- 2010 On Stage, 16 Kompositionen von Peter Autschbach und zwei Joe-Pass-Transkriptionen, Noten, Tabulaturen und CD. Acoustic Music Books, Wilhelmshaven
- 2011 Rock on Wood Band 1 Die Gitarrenschule für Akustik-Rock. Noten, Tabulaturen und DVD-Rom, Acoustic Music Books, Wilhelmshaven
- 2011 Best of Martin Kolbe + Ralf Illenberger, Compositions for 2 guitars, Acoustic Music Books, Wilhelmshaven
- 2011 Theorie-Basics für Gitarristen Vol.1, Harmonielehre ohne Noten mit DVD, Fingerprint, Osnabrück
- 2011 Theorie-Basics für Gitarristen Vol.2, Harmonielehre ohne Noten mit DVD, Fingerprint, Osnabrück
- 2012 All in One – Rock Guitar Solos mit CD, Acoustic Music Books, Wilhelmshaven
- 2013 All in One – Blues Guitar Solos mit CD, Acoustic Music Books, Wilhelmshaven
- 2015 Rock on Wood Band 2 Die Gitarrenschule für Akustik-Rock. Noten, Tabulaturen und DVD-Rom, Acoustic Music Books, Wilhelmshaven
- 2016 Gitarre lernen mit Zacky und Bob Band 1 mit CD, Gitarrenlehrbuch für Kinder, Schott Music, Illustration: Selina Peterson
- 2017 Gitarre lernen mit Zacky und Bob Band 2 mit CD, Gitarrenlehrbuch für Kinder, Schott Music, Illustration: Selina Peterson
- 2018 Meine Lieblingsstücke, Autschbach-Kompositionen und Arrangements, Noten, Tabulaturen und CD, Fingerprint, Osnabrück
- 2019 Das Songbuch von Zacky und Bob 15 Vorspielstücke mit Online-Audiodateien, Schott Music, Illustration: Selina Peterson
- 2020 Ü40 Gitarrensongbuch, 20 Killersongs, Noten, Tabulaturen und Online-Audiodateien, Schott Music
- 2021 Jazzgitarrenbu.ch Lehrbuch für Jazz-Gitarre, Noten, Tabulaturen und Online-Videos, Schott Music, ISBN 978-3-7957-9934-2, ISMN 979-0-00121253-3.

## Diszkográfiája (válogatás)
- 1998 Chasing the Beat (CD)
- 2000 Under The Surface (CD)
- 2002 Feelin' Dunk (CD) (Barbara Dennerleinnel)
- 2004 Pass It on (CD) (A Tribute to Joe Pass)
- 2006 Transcontinental (CD) Peter Autschbach's Terminal A
- 2009 Summer Breeze (CD)
- 2012 No Boundaries (CD) Peter Autschbach & Ralf Illenberger
- 2014 You and Me (CD)
- 2014 Songs From the Inside (CD) Martin Kolbéval
- 2014 One Mind (CD) Peter Autschbach & Ralf Illenberger
- 2017 Slow Motion (CD)
- 2017 Wir sind Demokratie (CD) Peter Autschbach
- 2017 Zero Gravity (CD) Peter Autschbach & Ralf Illenberger
- 2018 Begin At The End (CD) Peter Autschbach
- 2018 Sweeter Than Honey (CD) Samira Saygili & Peter Autschbach
- 2021 Sundowner (CD és LP) Joscho Stephan & Peter Autschbach
- 2021 Sing! (CD) Samira Saygili & Peter Autschbach
- 2023 TA2 (CD) Peter Autschbach's TA2
- 2024 Reflections (CD és LP) Peter Autschbach

## Webes Hivatkozások
- Peter Autschbach honlapja
- www.Jazzschule.de, e-learning platform jazz gitárhoz
- honlapja „Peter Autschbach's TA2“

## Fordítás
Ez a szócikk részben vagy egészben  a   Peter Autschbach című német Wikipédia-szócikk ezen változatának fordításán alapul.  Az eredeti cikk szerkesztőit annak laptörténete sorolja fel. Ez a jelzés csupán a megfogalmazás eredetét és a szerzői jogokat jelzi, nem szolgál a cikkben szereplő információk forrásmegjelöléseként.